# Limotettix symphoricarpae
Limotettix symphoricarpae är en insektsart som beskrevs av Ball 1901. Limotettix symphoricarpae ingår i släktet Limotettix och familjen dvärgstritar. Inga underarter finns listade i Catalogue of Life.